# Simon Sinek

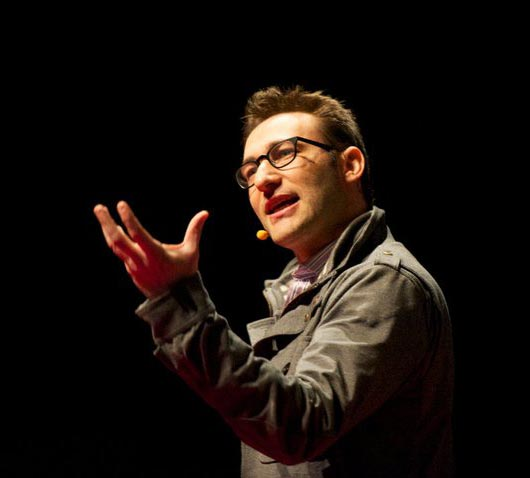
Simon Sinek 2011 auf der TEDx-Konferenz in Maastricht

Simon O. Sinek (* 9. Oktober 1973 in Wimbledon (London), England) ist ein britisch-US-amerikanischer Autor und Unternehmensberater.

## Leben und Wirken

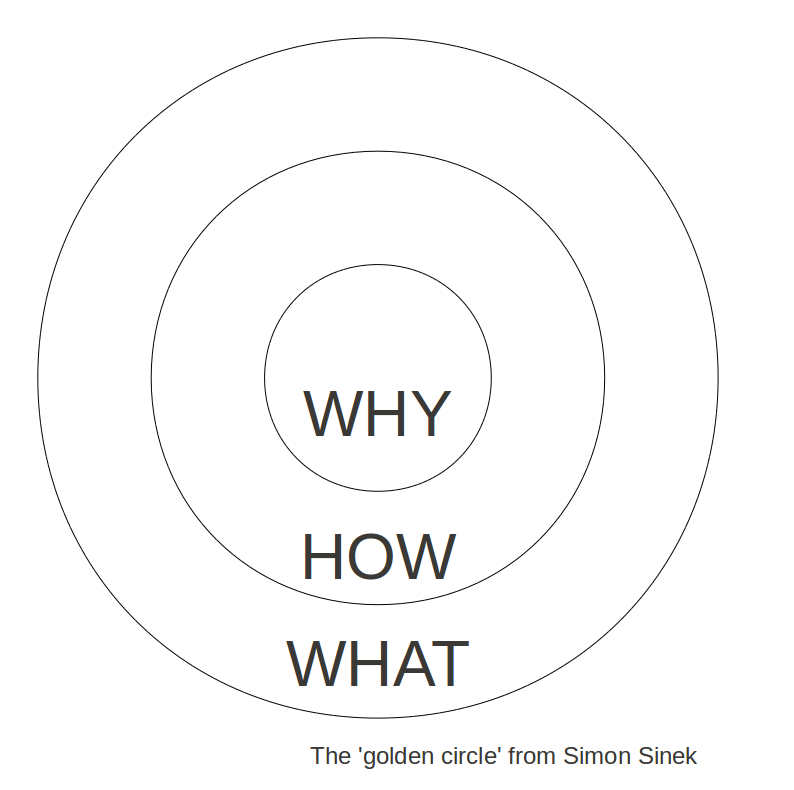
Diagramm, über das, was Simon Sinek als den „Goldenen Kreis“ bezeichnet.

Sinek begann ein Jurastudium an der City University in London und brach es ab, um in der Werbebranche zu arbeiten. Er schloss ein Studium der Kulturanthropologie an der Brandeis University ab.
Er lebt in New York und unterrichtete dort 2005 an der Columbia University strategische Kommunikation als Instructor.
Sineks erster TEDx Talk über „Wie großartige Führungspersönlichkeiten zum Handeln inspirieren“ ist eines der meistgesehenen TEDx-Videos auf TED.com.
Sinek ist Autor für die New York Times und die Washington Post. Seine Methoden werden in der Ausbildung an der Nellis Air Force Base verwendet. Auch ist er Mitarbeiter der amerikanischen Denkfabrik RAND Corporation.

## Rezeption
Paul Johannes Baumgartner fasst eine der zentralen Thesen Sineks zusammen: „Weniger erfolgreiche Menschen, so Sinek, kommunizieren vom äußeren zum inneren Kreis. Sie beginnen mit dem Was und gehen über das Wie zum Warum. Begeisternde und damit erfolgreiche Menschen wählen genau den anderen Weg.“ Veit Etzold kommentiert diese These Sineks: „Die erste Frage ist manchmal sehr schnell und klar, manchmal aber unendlich schwierig zu beantworten. Es ist die Frage nach dem ‚Warum?‘.“ Simon Sinek hat dies auf eine Formel gebracht, die ihn zu einem der meistzitierten TED-Talks-Sprecher überhaupt machte: ‚Start with why!‘ Das wurde auch der Titel seines Welt-Bestsellers.

“People don’t buy what you do. They buy why you do it.”

„Menschen kaufen nicht, was man macht; sie kaufen, warum man etwas macht.“

Sein Buch wurde in zahlreiche Sprachen übersetzt, darunter ins Chinesische.
Lex Sisney kritisiert, dass aus Business-Sicht das „Who“ („Wer“) noch vor das „Warum“ gestellt werden sollte, denn ein Unternehmen muss dem Kunden dienen bzw. herausfinden, welches Problem oder Bedürfnis zu erfüllen ist. Andernfalls bestehe die Gefahr, dass man in seinen eigenen Ansichten gefangen ist und nicht den Bedarf des Marktes bzw. Kunden erfüllt. Er behauptet auch, dass Simon Sinek auch dies als ersten Schritt ansehe bzw. mit dem Warum verbinde.

## Bücher
- – Frag immer erst: warum. Wie Top-Firmen und Führungskräfte zum Erfolg inspirieren (Originaltitel: Start With Why. How Great Leaders Inspire Everyone to Take Action, 2009, übersetzt von Christian Gonsa). Redline, München 2014, ISBN 978-3-86881-538-2.
- – Gute Chefs essen zuletzt. Warum manche Teams funktionieren – und andere nicht. (Originaltitel: Leaders Eat Last. Why Some Teams Pull Together and Others Don’t.), 2014, ISBN 978-1-59184-532-4.
- – Zusammen sind wir besser. Eine kleine Geschichte der Inspiration. (Originaltitel: Together Is Better: A Little Book of Inspiration.), 2016, ISBN 978-1-59184-785-4.
- – Finde dein Warum. Der praktische Wegweiser zu deiner wahren Bestimmung. (Originaltitel: Find Your Why: A Practical Guide for Discovering Purpose for You and Your Team.), 2017, ISBN 978-1-101-99298-2.
- – Das unendliche Spiel. Strategien für dauerhaften Erfolg. (Originaltitel: The Infinite Game.), 2019, ISBN 978-0-7352-1350-0.